# Muurtoren Oostenrijk
De muurtoren Oostenrijk is een waltoren gelegen aan de Jan van Houtkade aan de zuidkant van Leiden. Het bouwwerk stamt uit het eind van de vijftiende eeuw en maakte deel uit van de inmiddels verder volledig verdwenen middeleeuwse stadsommuring. Leiden bezat nog 32 andere muurtorens, waarvan de laatste in 1871 werd gesloopt. Deze muurtoren Bourgondië bevond zich ten westen van Oostenrijk, eveneens aan de Jan van Houtkade. De beide bouwwerken ontlenen hun namen aan de toenmalige landsheren van de Nederlanden, Maria van Bourgondië en Maximiliaan van Oostenrijk.
De plattegrond van de muurtoren Oostenrijk is halfcirkelvormig, waarbij de rechte zijde naar de stad is toegericht. Aan de landzijde bevinden zich negen schietgaten in de ongeveer twee meter dikke bakstenen muren. Twee van deze gaten zijn dichtgemetseld. Aan de stadszijde bevinden zich in de gevel twee ruitvormige blinde nissen met daarboven één in de vorm van een driepas. Hieronder is het Leidse stadswapen tweemaal in het metselverband herkenbaar. Vlak boven het trottoir is nog een halfronde boog zichtbaar. Dit is de bovenzijde van de oorspronkelijke toegangspoort tot de toren. Door de eeuwenlange ophoging van het straatniveau ligt deze toegang nu volledig onder de grond.
Sinds 2015 is het gebouw in gebruik als escaperoom.

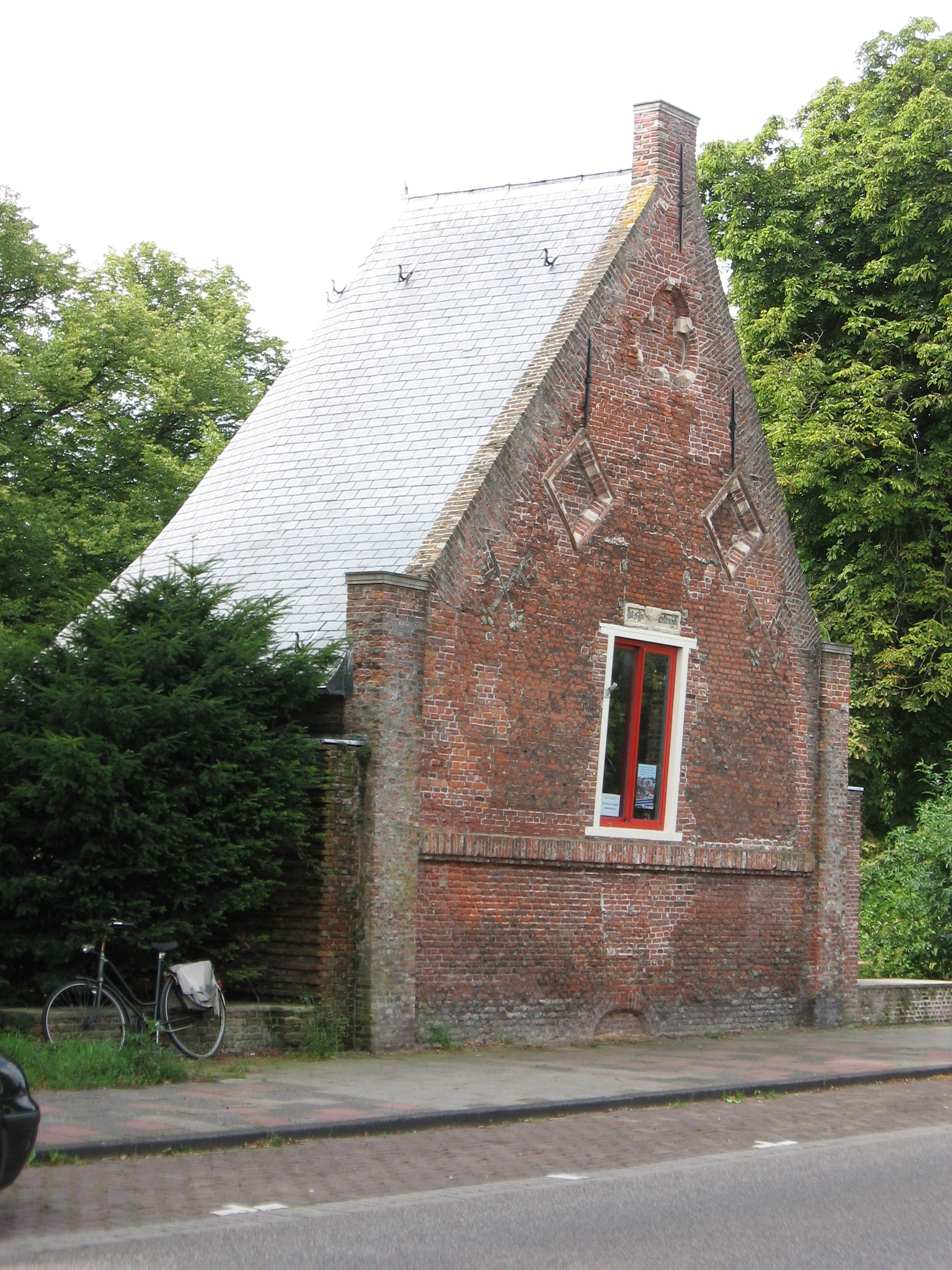
De muurtoren gezien vanuit het noordwesten
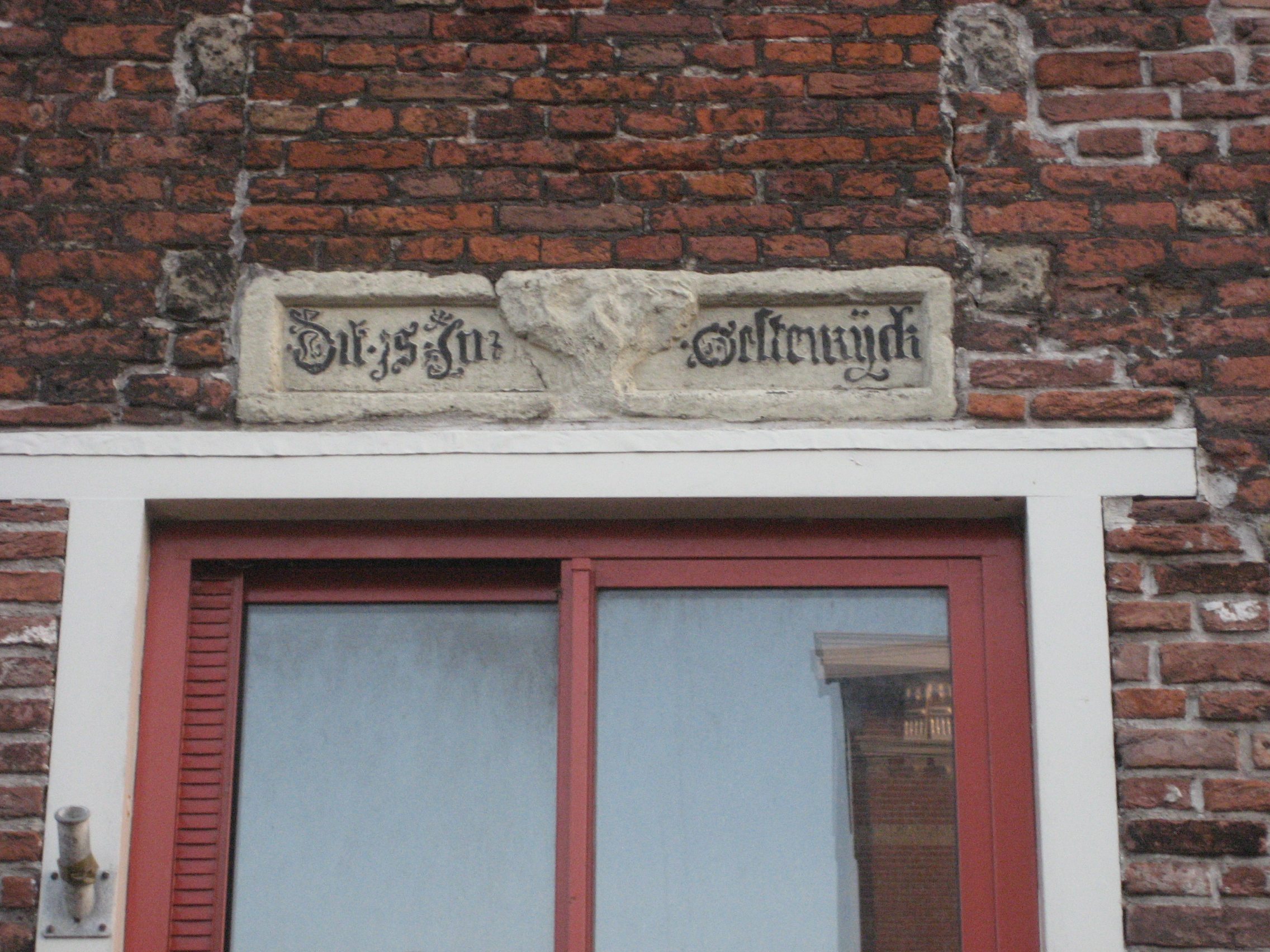
Naamsteen "Dit is Oistenrijck"
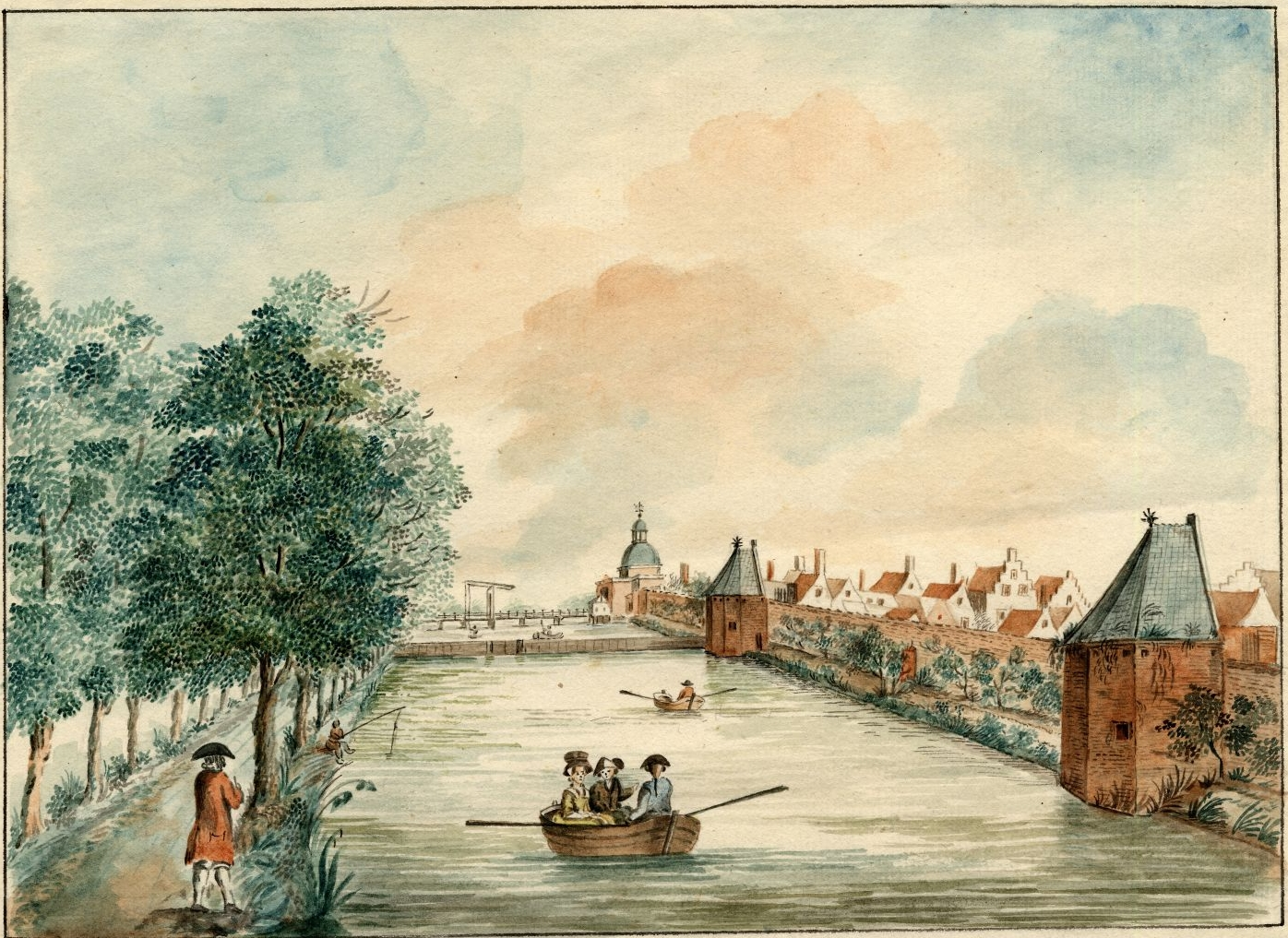
Vestwal (Jacob Timmermans, 1788)